# Саксайуаман
Саксайуама́н (кечуа Saksaywaman, дословно — «сытый сокол, сытый ястреб»; в испанской транскрипции Sacsayhuaman) — цитадель, место дислокации гарнизона и храмовый комплекс в г. Куско (Перу). В плане Куско, напоминающем пуму, является как бы её зубами. Некоторые современные авторы отрицают крепостное предназначение сооружения.

## Строительство
Инка Гарсиласо де ла Вега писал:

В той части, где гора имеет большой пологий склон и где враги могли войти в крепость, построили три стены, одну за другой, по наклонной, как поднимается гора… Первая стена демонстрировала мощь власти инков, и хотя две другие стены не меньше первой, но первая поражает величиной каменных глыб, из которых она состоит; тот, кто не видел этого сам, не поверит, что из таких камней можно что-то строить; внушают ужас они тому, кто рассмотрит их внимательно.
В окрестностях Саксайуамана обнаружены строения доинковского периода керамики кильке (900—1200 гг.). Но есть мнение, что она связана с ранним периодом обитания здесь самих инков. По преданиям, строительство Куско при инках началось именно у подножия и на склонах холма Саксайуамана. Видимо, именно камни первоначальных построек сейчас видны в забутовке трёх крупнейших террас.
Начал строительство десятый инка — Тупак (Топа) Инка Юпанки (1471—1493 гг.) или его отец — Пачакутек Инка Юпанки (1438—1471 гг.). Строительство продолжалось более 50 лет и закончилось во времена Уайна (Вайна) Капака (1493—1525 гг.). Но полному завершению строительства помешал наступивший период гражданских войн. Руководили постройкой Саксайуамана в разное время последовательно четыре главных мастера: апу Вальпа Римачи (разработал план строительства), Инка Мари-канчи, Акавана Инка и Калья Кунчуй.

## Архитектура

### Стены

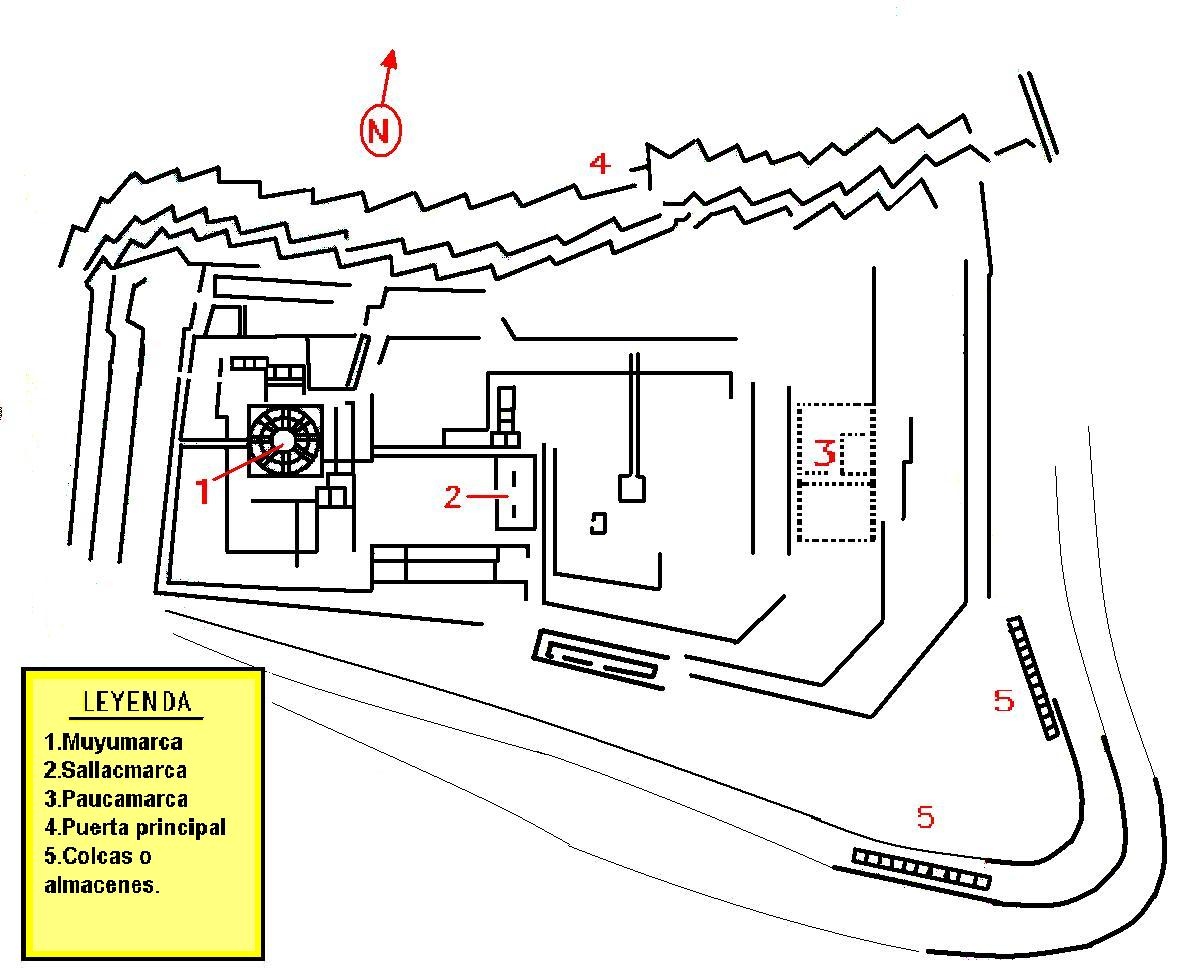
План Саксайуамана

Сторона крепости, обращённая к городу, благодаря своей крутизне, не требовала серьёзного укрепления.   
Три главные зубчатые стены в виде террас были построены на противоположном пологом склоне. При их строительстве использовался очень плотный и крепкий юкайский известняк серого цвета.
Самая длинная из стен имеет протяжённость около 400 м. Высота — 6 м. Частично они врезаны в глинистую почву холма, а частично имеют забутовку из глины и строительных остатков. Изъяны такой конструкции, вместе с ненадёжным грунтом под основанием, в настоящее время проявляются в подвижках и разрушениях строения. Стены имеют парапеты, за которыми могли укрываться воины, и несколько входов. По описанию, входы закрывались подъёмными камнями.
Эти стены имеют свои названия. Первая называется Тиу-пунку, то есть Песчаные ворота (по окружающей почве), вторая — Акавана Пунку, по имени главного мастера, третья — Виракоча Пунку, так как посвящена богу Виракоча.

Стены крепости. Фотография 2006 года

### Внутренние постройки

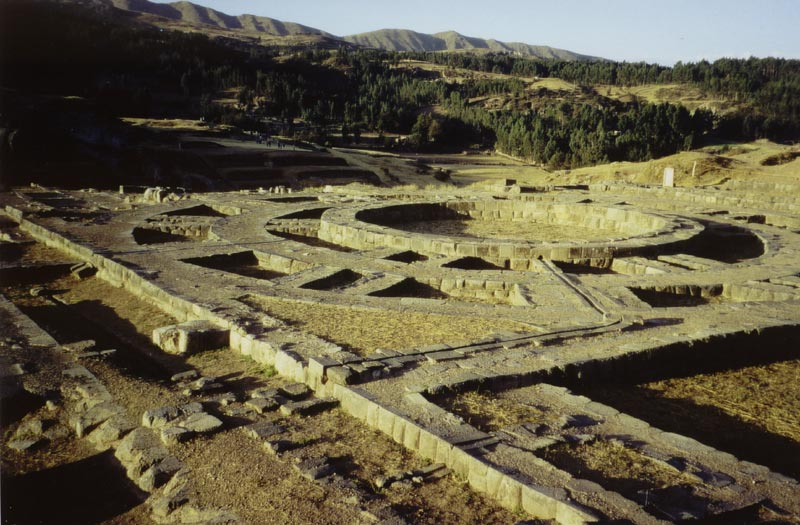
Руины башни Мойок Марка

На вершине находился комплекс зданий с окнами, направленными в сторону города и три башни. Они были возведены из прямоугольных блоков зеленовато-серого диорит-порфира с горы Саксайуаман. Первая из башен — Мо́йок Марка (Муюк-марка), то есть — Круглая крепость. Её фундамент состоит из трёх концентрических стен, а диаметр внизу — 75 футов (22 м). Она принадлежала Инке и его двору. Её стены были покрыты золотыми и серебряными изображениями животных, птиц и растений. Там же находились такие же вещи, как и в других дворцах города. В башне имелась цистерна с водой, к которой по подземным водотокам была подведена вода из дальнего обильного источника с хорошей водой.
Две меньшие башни были прямоугольными. Это Салья Марка (Какльак Марка) и Паукар Марка. Салья Марка стояла на основании в 65 футов (19 м) и состояла из пяти этажей со ступенями внутри. В этих башнях были помещения для размещения избранных солдат гарнизона, которые должны быть только инками. Они не жили там постоянно, а сменяли друг друга. Подвалы башен соединялись тоннелями, которые перекрывались каменными балками. Сеть тоннелей была разветвлённой и служила складом, в том числе, и для военного снаряжения. Складами были также две группы небольших помещений, расположенных в юго-восточной части комплекса. Следует, однако, учитывать, что в старинных описаниях иногда наблюдается путаница в порядке расположения объектов и их назначении.
В целом, крепость была столь огромна, что могла бы, в случае необходимости, вместить всё население Куско.

## Религиозная функция
Только инки могли входить на территорию комплекса, так как он считался домом Солнца, домом оружия и войны. Соответственно имелась иерархическая структура, которая управляла всем хозяйством, во главе которой стоял законнорождённый инка королевской крови.

## Последующая история
По прямому назначению крепость использовалась во время восстания Манко Инка Юпанки в 1536 г. При одном из штурмов этого стратегически важного пункта был убит Хуан Писарро.
Испанцы превратили крепость в каменоломню, из её камня строились дома в Куско. Были унесены наиболее мелкие блоки из главных стен. А верхние строения разобрали почти полностью, в том числе и перекрытия подземелий.
Уже в наше время большая часть пустот в главных стенах была заложена мелким камнем.
В 1983 году Саксайуаман, как часть города Куско, внесён в Список объектов Всемирного наследия ЮНЕСКО.
Сейчас в Саксайуамане ежегодно 24 июня отмечается Инти Райми (фестиваль Солнца), праздник зимнего солнцестояния, привлекающий тысячи перуанцев, боливийцев, эквадорцев, а также иностранных туристов.

## Фотогалерея

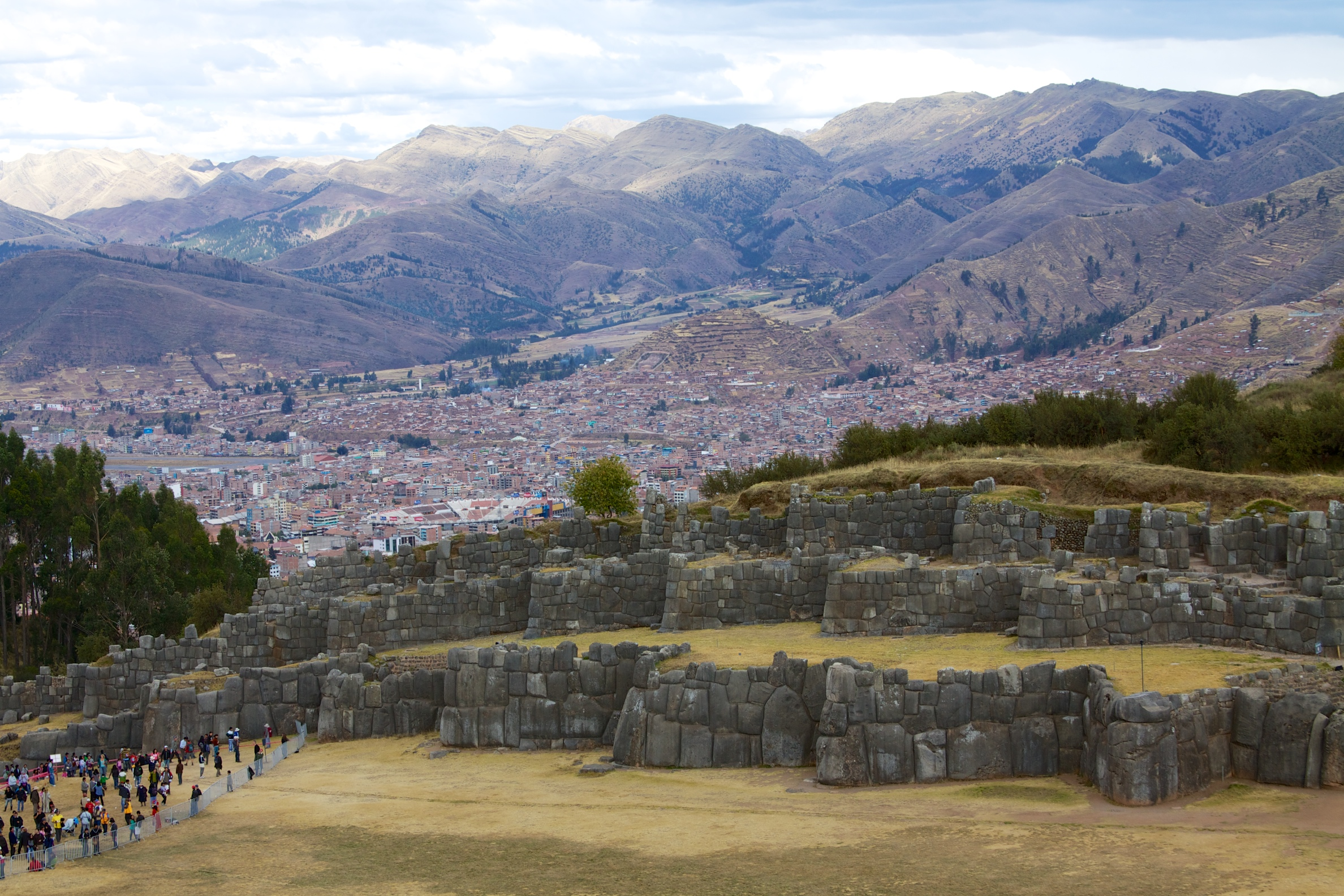
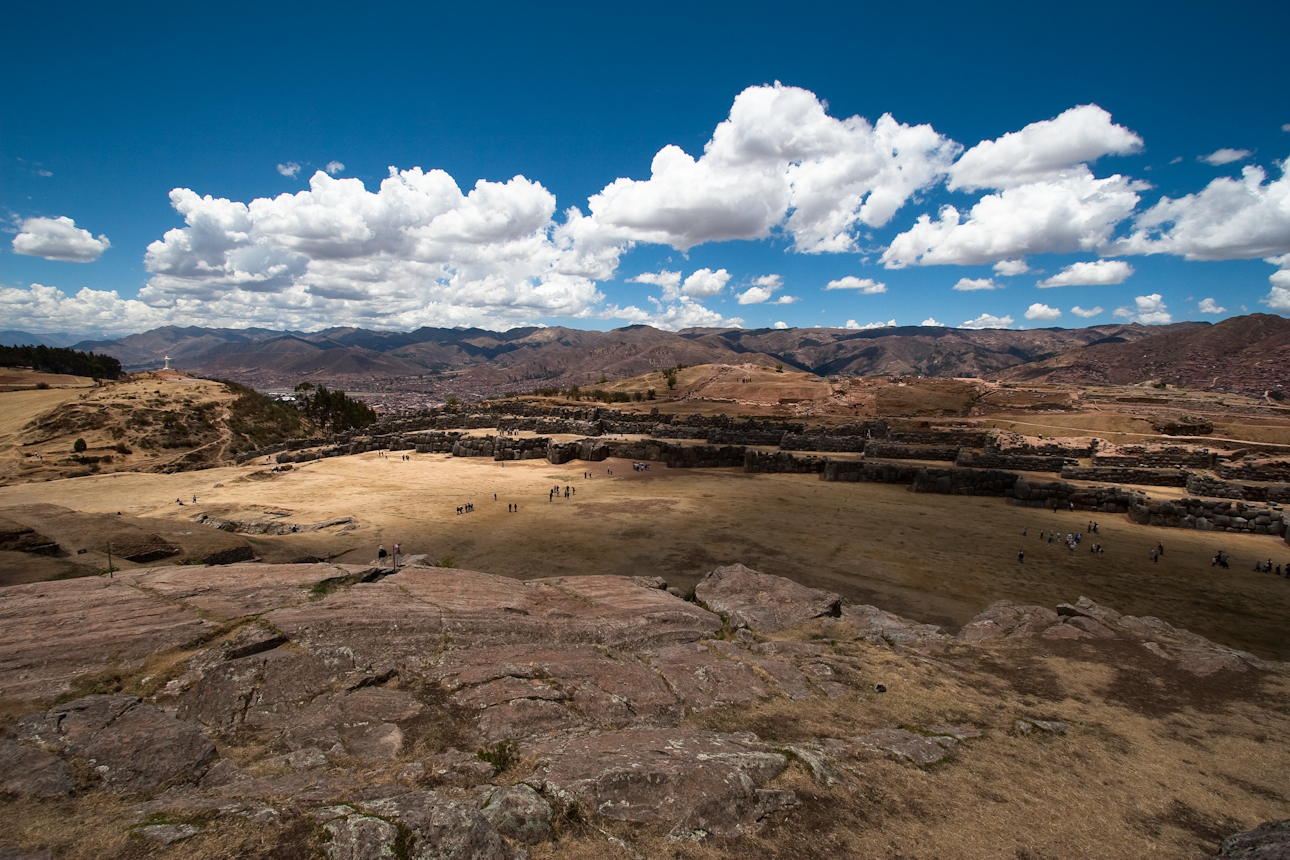
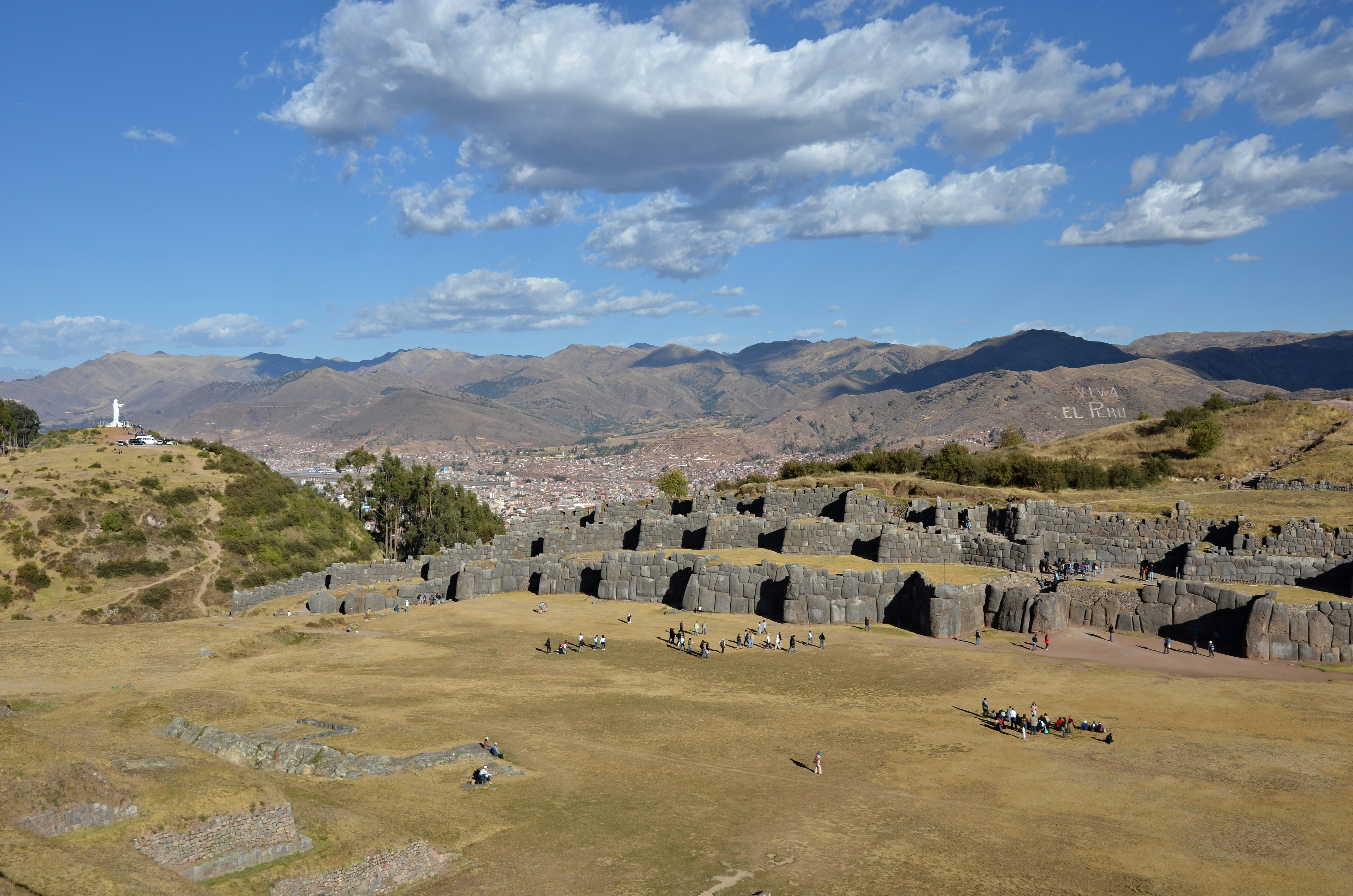
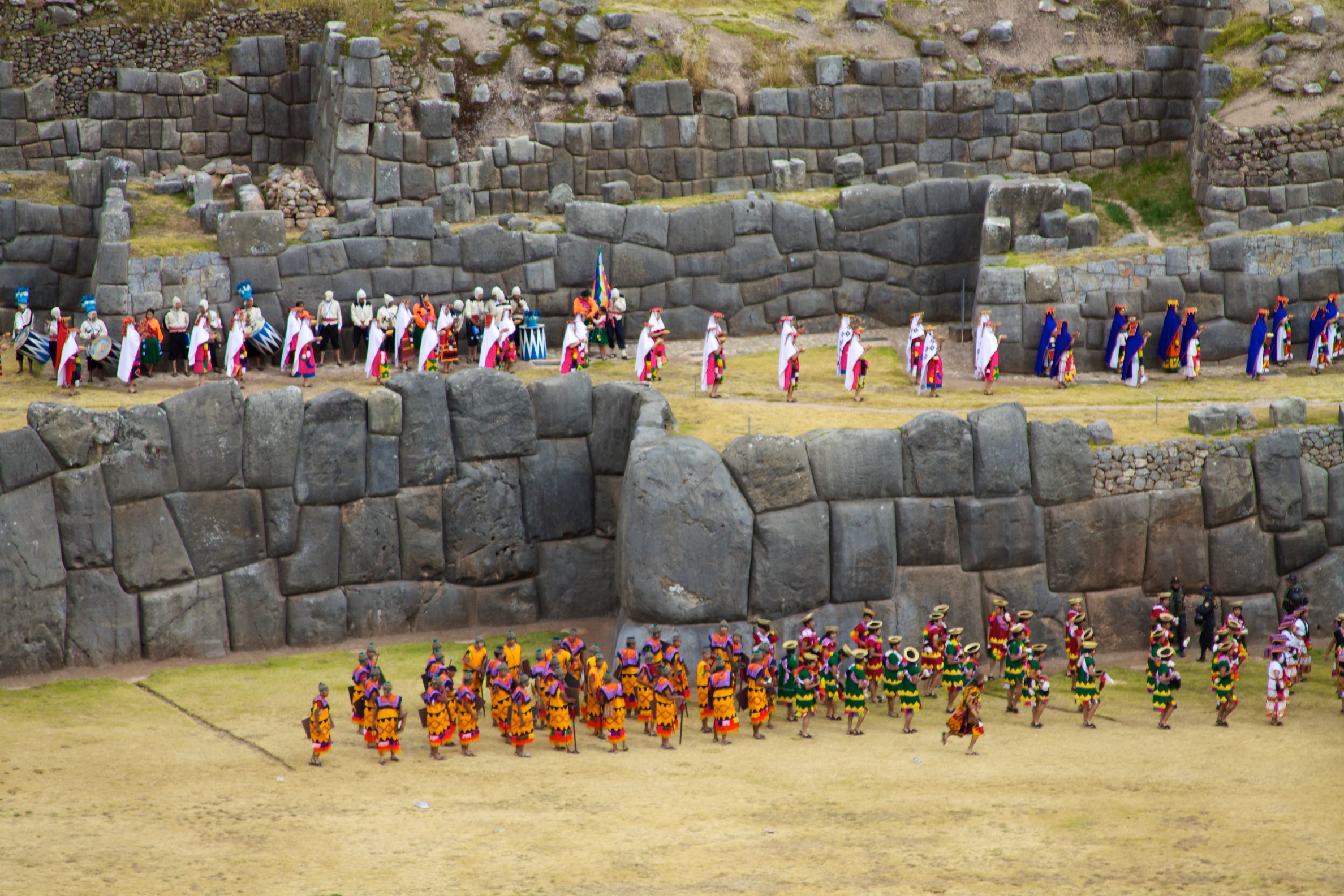
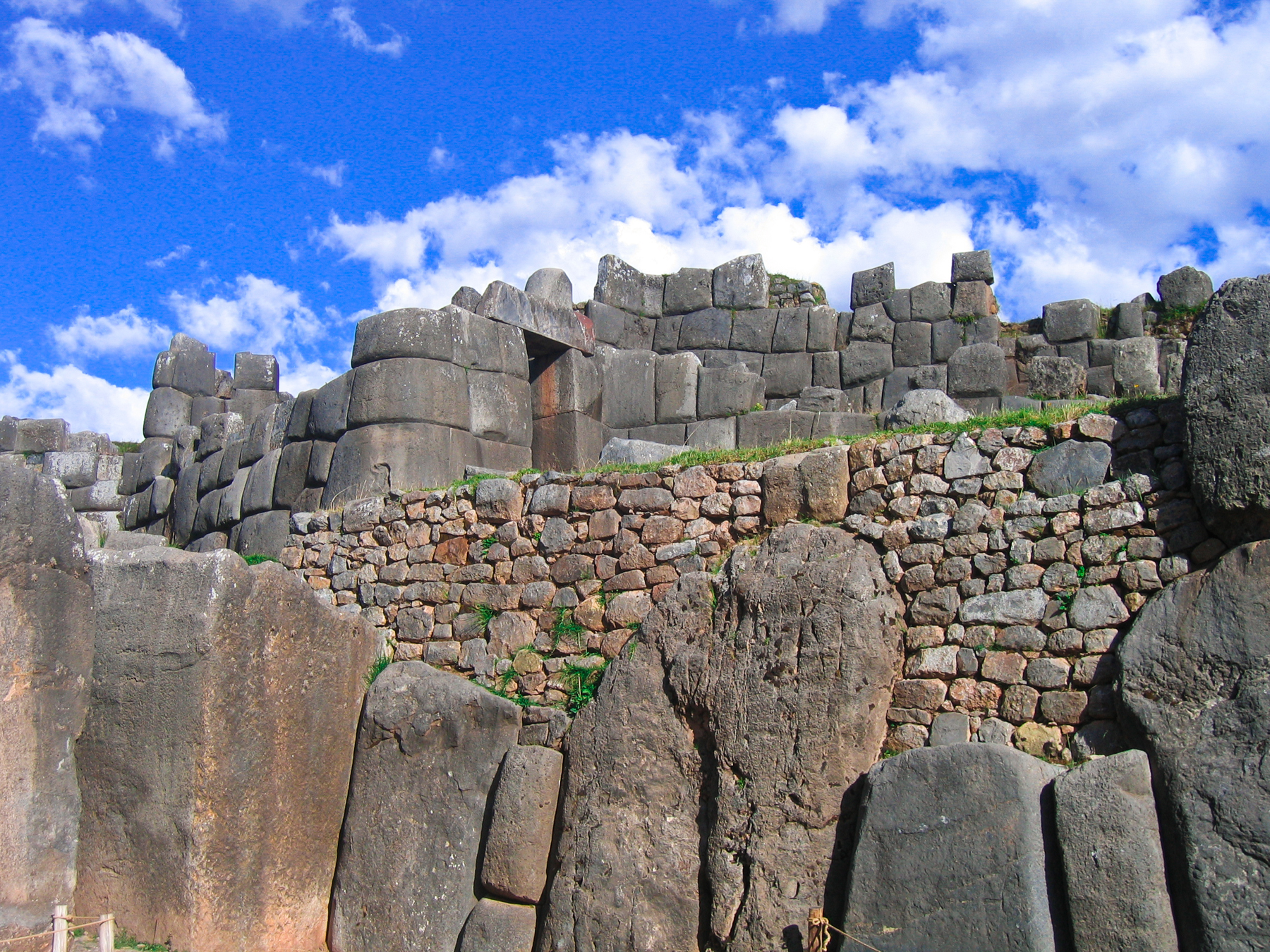
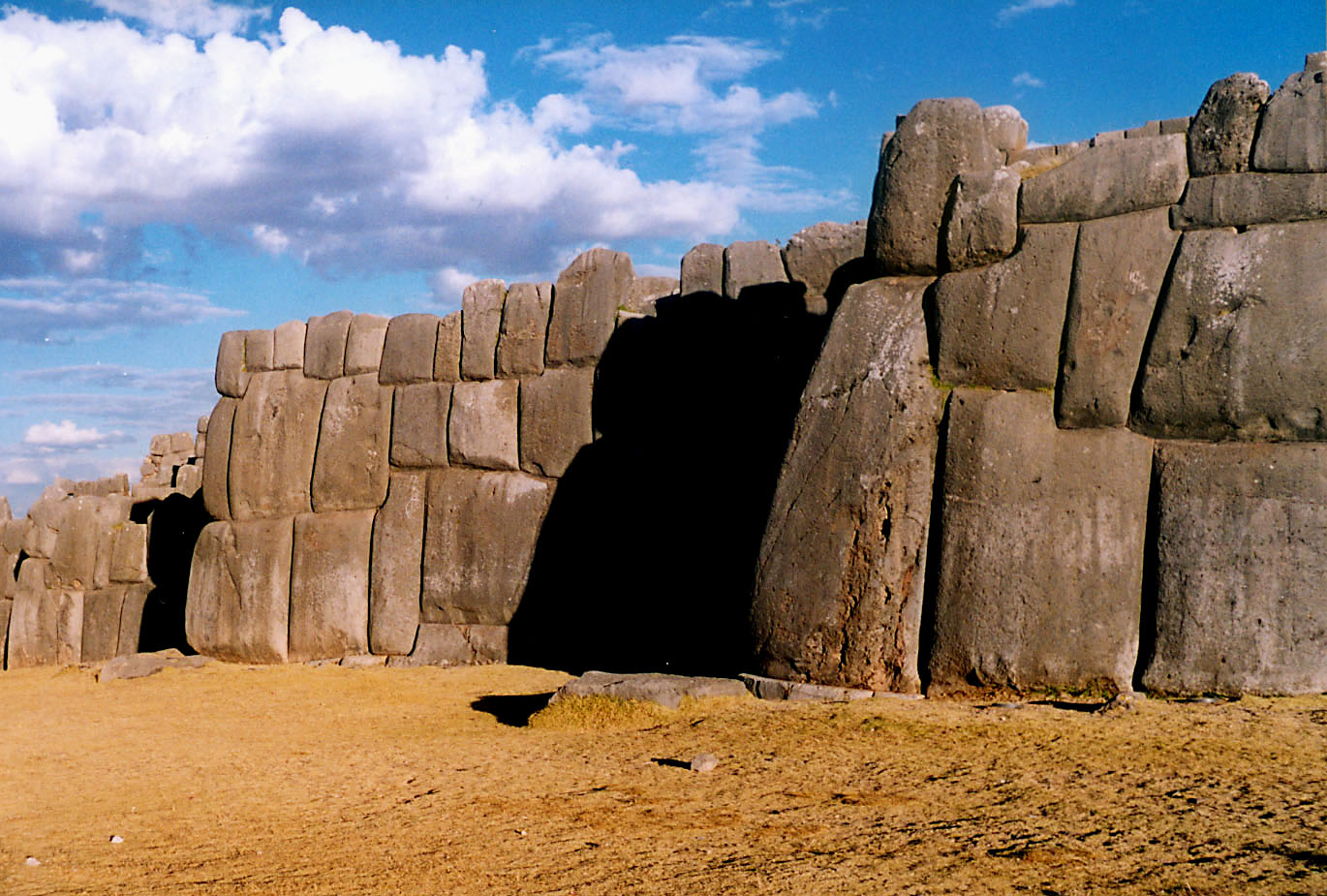
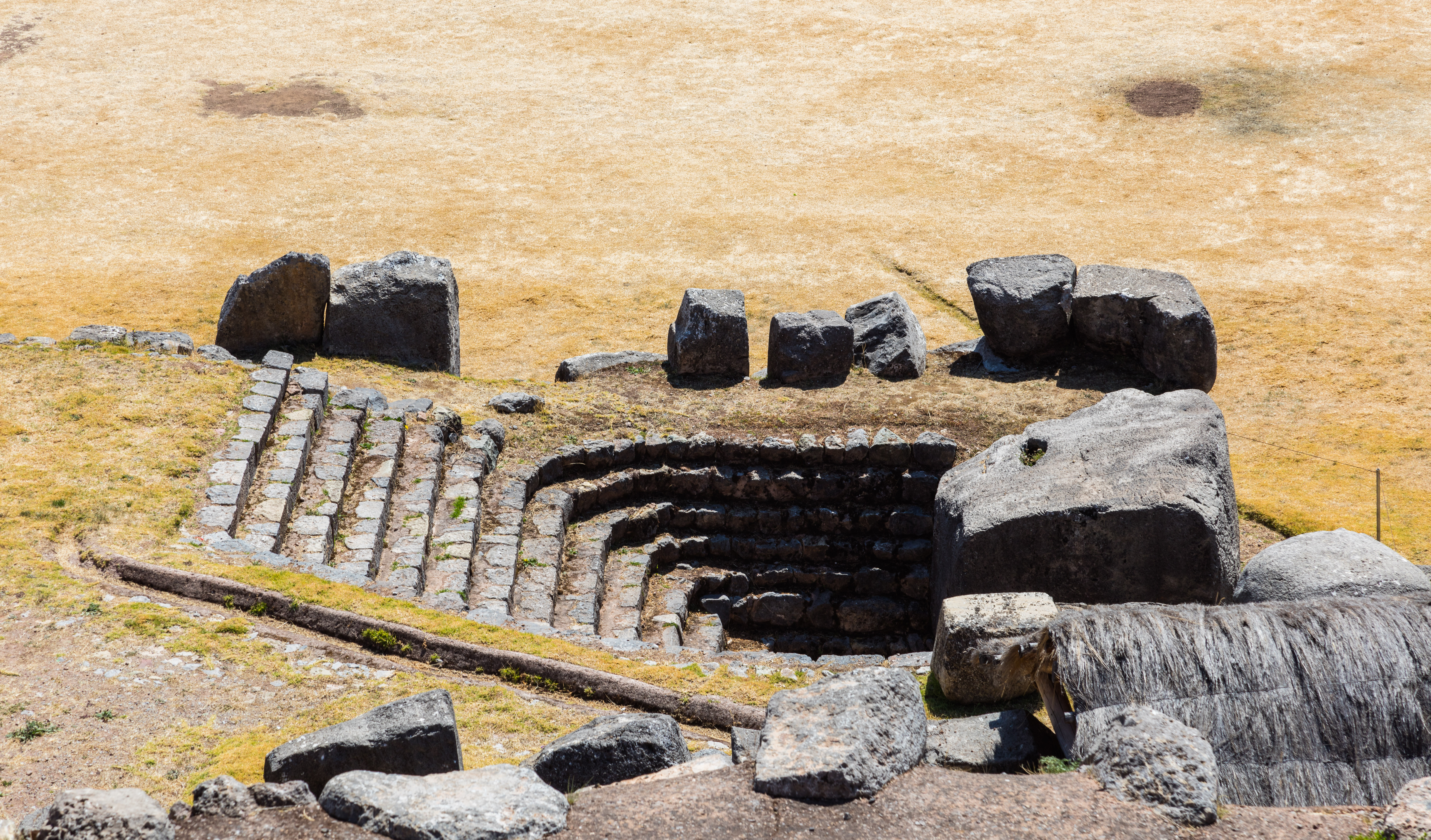
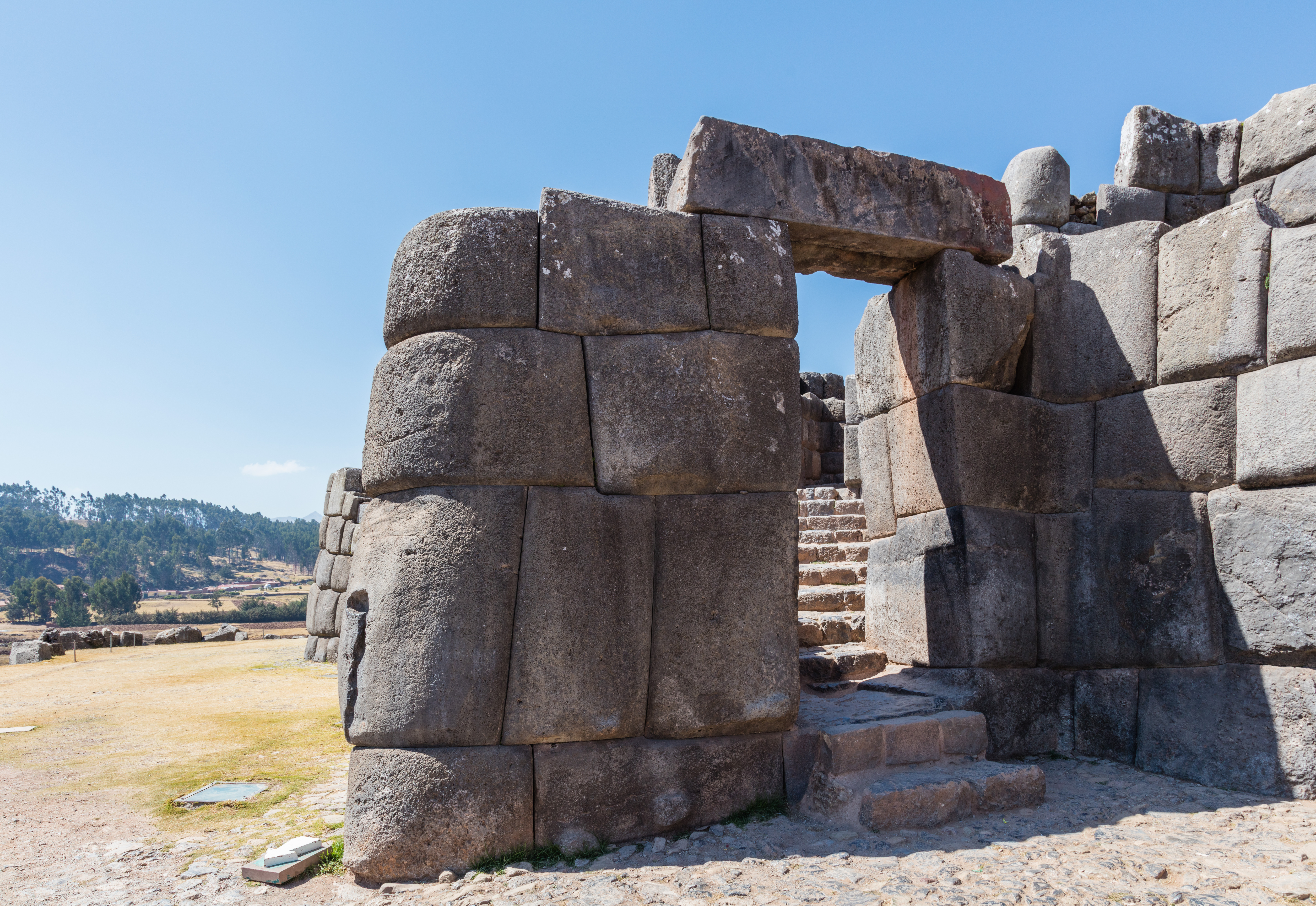
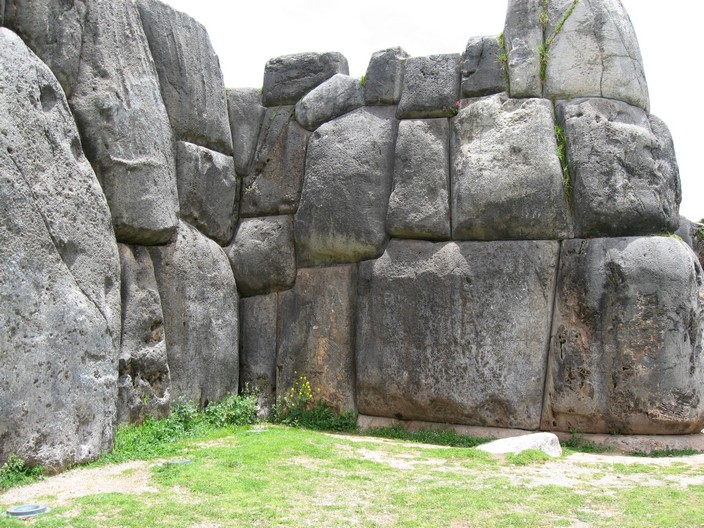
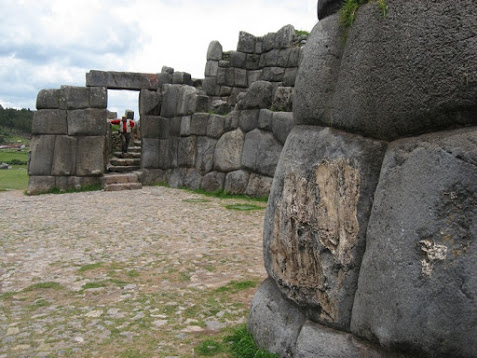